# Taste the Pain
Taste the Pain è un singolo dei Red Hot Chili Peppers, estratto dal quarto album in studio, Mother's Milk (1989).

## La canzone
La canzone fu registrata prima che al gruppo si unisse il batterista Chad Smith; alla batteria lavorò in studio Phillip "Fish" Fisher dei Fishbone. Quando è ascoltata al contrario, all'inizio si sente Anthony Kiedis che intona il ritornello. C'è anche un assolo di tromba di Flea. Inoltre è il terzo e ultimo singolo del disco.

## Curiosità
- Taste the Pain fa parte anche della colonna sonora del film Non per soldi... ma per amore.

## Tracce
CD1 (1989)
1. "Taste The Pain (Album)"
2. "Millionaires Against Hunger (Previously Unreleased)"
3. "Castles Made Of Sand (Live)"
4. "Higher Ground (Daddy-O Mix)"

CD2 (1990)
1. "Taste The Pain (Single)"
2. "Taste The Pain (Album)"
3. "Show Me Your Soul (Previously Unreleased)"
4. "Nevermind (Album)"

7" (1989)
1. "Taste The Pain (Album)"
2. "Show Me Your Soul (Previously Unreleased)"

8"-7" (1989) (numerato)
1. "Taste The Pain (Album)"
2. "Show Me Your Soul (Previously Unreleased)"
3. "Castles Made Of Sand (Live)"

12" (1989)
1. "Taste The Pain (Album)"
2. "Show Me Your Soul (Previously Unreleased)"
3. "If You Want Me To Stay (Album)"
4. "Nevermind (Album)"